# La traición de Mikey
La traición de Mikey (título original en ingles: Mikey and Nicky) es una película de drama criminal estadounidense de 1976, dirigida por Elaine May y protagonizada por John Cassavetes y Peter Falk.

## Sinopsis
Un bandido desfortunado se une a la mafia y se pone en contra de un viejo amigo que parece estar conspirando contra él.

## Reparto

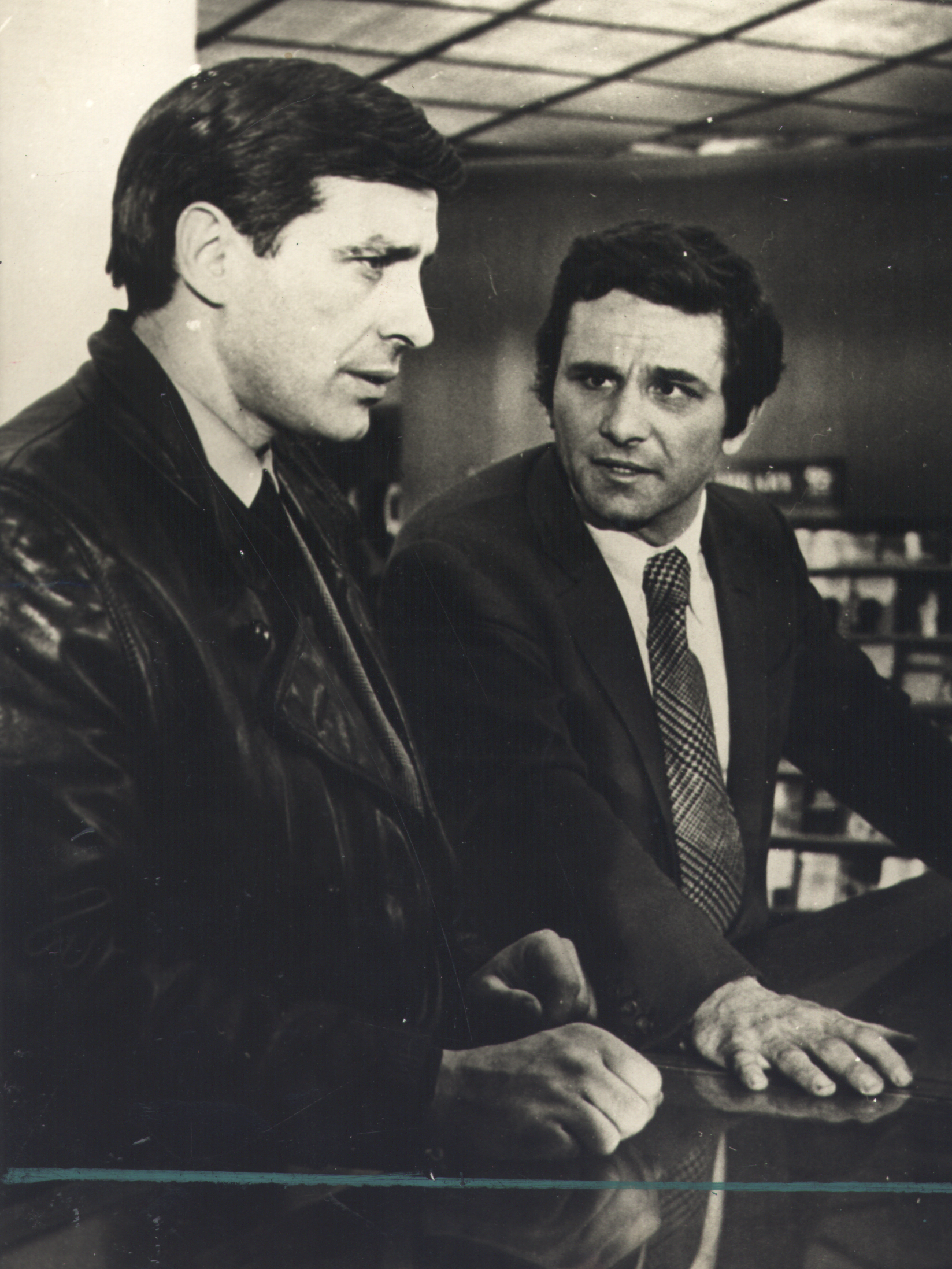
John Cassavetes (izquierda) y Peter Falk (derecha) en 1971

- Peter Falk	como Mikey
- John Cassavetes como Nicky
- Ned Beatty como Kinney
- Rose Arrick como Annie
- Carol Grace como Nellie
- William Hickey como Sid Fine
- Sanford Meisner como Dave Resnick
- Joyce Van Patten como Jan
- M. Emmet Walsh como el conductor

## Producción
El presupuesto original de 1,6 millones de dólares de la película aumentó a 2,2 millones de dólares, lo que provocó que el distribuidor original Twentieth Century-Fox Film Corporation abandonara el proyecto. May había aceptado deducir de su salario cualquier coste que excediera el presupuesto a cambio del privilegio del recorte final . Paramount se hizo cargo de la película, y el presidente del estudio, Frank Yablans, formó "un acuerdo férreo" con May por un presupuesto de 1,8 millones de dólares; El acuerdo también estipulaba que la película completa debía entregarse al estudio a más tardar el 1 de junio de 1974. La fotografía principal (que tuvo lugar de noche) comenzó en Filadelfia en mayo de 1973, duró hasta agosto y continuó en Los Ángeles de enero a marzo de 1974. Cuando terminó la producción, el presupuesto había aumentado a casi 4,3 millones de dólares. Debido a que May no cumplió con la fecha de entrega de la película, el litigio entre ella y Paramount comenzó en 1975, y el estudio obtuvo posesión de la película y negó el privilegio de montaje final de May.

## Recepción

### Crítica
En el sitio web del agregador de reseñas Rotten Tomatoes, la película tiene un índice de aprobación del 88% según 24 reseñas, con una calificación promedio de 7,6/10. Según Metacritic , que asignó una puntuación media ponderada de 81 sobre 100 basada en 15 críticos, la película recibió "aclamación universal".